# فرانكلين بوكانان
فرانكلين بوكانان (بالإنجليزية: Franklin Buchanan)‏ هو ضابط أمريكي، ولد في 17 سبتمبر 1800 في بالتيمور في الولايات المتحدة، وتوفي في 11 مايو 1874 في مقاطعة تالبوت في الولايات المتحدة.

## وصلات خارجية
- فرانكلين بوكانان على موقع الموسوعة البريطانية (الإنجليزية)